# Bahamas ai Giochi della XVIII Olimpiade
Le Bahamas parteciparono ai Giochi della XVIII Olimpiade, svoltisi a Tokyo dal 10 al 24 ottobre 1964, con una delegazione di undici atleti impegnati in due discipline: atletica leggera e vela, per un totale di sei competizioni.
Alla sua quarta partecipazione ai Giochi, per le Bahamas giunse la prima medaglia olimpica grazie ai velisti Cecil Cooke e Durward Knowles, vincitori nella classe Star.

## Medaglie
| Medaglia | Atleta                      | Sport | Evento |
| -------- | --------------------------- | ----- | ------ |
| Oro      | Durward Knowles Cecil Cooke | Vela  | Star   |